# Élections législatives de 1876 dans la Vendée
Les élections législatives de 1876 ont eu lieu les 20 février et 5 mars.

## Députés élus
|   | Circonscription          | Député élu                        |  | Groupe parlementaire |
| - | ------------------------ | --------------------------------- |  | -------------------- |
| 1 | 1re de Fontenay-le-Comte | Léon Bienvenu                     |  | Gauche républicaine  |
| 2 | 2e de Fontenay-le-Comte  | Émile Beaussire                   |  | Centre gauche        |
| 3 | 1re de La Roche-sur-Yon  | Charles Jenty                     |  | Centre gauche        |
| 4 | 2e de La Roche-sur-Yon   | Paul Antoine Bourgeois            |  | Légitimiste          |
| 5 | 1re des Sables d'Olonne  | Édouard Morisson de La Bassetière |  | Légitimiste          |
| 6 | 2e des Sables d'Olonne   | Armand Léon de Baudry d'Asson     |  | Légitimiste          |

## Résultats à l'échelle du département
| Partis         | Partis                     | Premier tour | Premier tour | Deuxième tour | Deuxième tour | Sièges |
| Partis         | Partis                     | Voix         | %            | Voix          | %             | Sièges |
| -------------- | -------------------------- | ------------ | ------------ | ------------- | ------------- | ------ |
|                | Légitimistes               | 36 833       | 46,81        |               |               | 3      |
|                | Républicains modérés       | 20 748       | 26,37        |               |               | 1      |
|                | Républicains conservateurs | 15 650       | 19,89        | 8 544         | 53,82         | 2      |
|                | Bonapartistes              | 5 460        | 6,94         | 7 330         | 46,18         | 0      |
|                |                            |              |              |               |               |        |
| Inscrits       | Inscrits                   | 110 491      | 100,00       | 20 369        | 100,00        | 6      |
| Votants        | Votants                    | 79 591       | 72,03        | 16 020        | 78,65         |        |
| Abstentions    | Abstentions                | 30 900       | 27,97        | 4 349         | 21,35         |        |
| Blancs et nuls | Blancs et nuls             | 900          | 1,13         | 146           | 0,91          |        |
| Exprimés       | Exprimés                   | 78 691       | 98,87        | 15 874        | 99,09         |        |

## Résultats par arrondissement

### Arrondissement de Fontenay-le-Comte

#### 1recirconscription
| Candidats      | Candidats                 | Étiquette          | Premier tour | Premier tour |
| Candidats      | Candidats                 | Étiquette          | Voix         | %            |
| -------------- | ------------------------- | ------------------ | ------------ | ------------ |
|                | Léon Bienvenu             | Républicain modéré | 9 335        | 62,27        |
|                | Eugène-Pierre de Fontaine | Légitimiste        | 5 656        | 37,73        |
|                |                           |                    |              |              |
| Inscrits       | Inscrits                  | Inscrits           | 19 345       | 100,00       |
| Votants        | Votants                   | Votants            | 15 141       | 78,27        |
| Abstention     | Abstention                | Abstention         | 4 204        | 21,73        |
| Blancs et nuls | Blancs et nuls            | Blancs et nuls     | 150          | 0,99         |
| Exprimés       | Exprimés                  | Exprimés           | 14 991       | 99,01        |

#### 2ecirconscription
| Candidats      | Candidats                      | Étiquette                | Premier tour | Premier tour | Deuxième tour | Deuxième tour |
| Candidats      | Candidats                      | Étiquette                | Voix         | %            | Voix          | %             |
| -------------- | ------------------------------ | ------------------------ | ------------ | ------------ | ------------- | ------------- |
|                | Émile Beaussire                | Républicain conservateur | 7 259        | 46,22        | 8 544         | 53,82         |
|                | Pugliesi-Conti                 | Bonapartiste             | 5 460        | 34,77        | 7 330         | 46,18         |
|                | Louis Godet de La Ribouillerie | Légitimiste              | 2 986        | 19,01        |               |               |
|                |                                |                          |              |              |               |               |
| Inscrits       | Inscrits                       | Inscrits                 | 20 369       | 100,00       | 20 369        | 100,00        |
| Votants        | Votants                        | Votants                  | 15 828       | 77,71        | 16 020        | 78,65         |
| Abstention     | Abstention                     | Abstention               | 4 541        | 22,29        | 4 349         | 21,35         |
| Blancs et nuls | Blancs et nuls                 | Blancs et nuls           | 123          | 0,78         | 146           | 0,91          |
| Exprimés       | Exprimés                       | Exprimés                 | 15 705       | 99,22        | 15 874        | 99,09         |

### Arrondissement de La Roche-sur-Yon

#### 1recirconscription
| Candidats      | Candidats                    | Étiquette                | Premier tour | Premier tour |
| Candidats      | Candidats                    | Étiquette                | Voix         | %            |
| -------------- | ---------------------------- | ------------------------ | ------------ | ------------ |
|                | Charles Jenty                | Républicain conservateur | 8 391        | 54,79        |
|                | Henri Levesque de Puiberneau | Légitimiste              | 6 923        | 45,21        |
|                |                              |                          |              |              |
| Inscrits       | Inscrits                     | Inscrits                 | 21 406       | 100,00       |
| Votants        | Votants                      | Votants                  | 15 491       | 72,37        |
| Abstention     | Abstention                   | Abstention               | 5 915        | 27,63        |
| Blancs et nuls | Blancs et nuls               | Blancs et nuls           | 177          | 1,14         |
| Exprimés       | Exprimés                     | Exprimés                 | 15 314       | 98,86        |

#### 2ecirconscription
| Candidats      | Candidats              | Étiquette          | Premier tour | Premier tour |
| Candidats      | Candidats              | Étiquette          | Voix         | %            |
| -------------- | ---------------------- | ------------------ | ------------ | ------------ |
|                | Paul Antoine Bourgeois | Légitimiste        | 8 106        | 71,24        |
|                | Dugast-Matifeux        | Républicain modéré | 3 273        | 28,76        |
|                |                        |                    |              |              |
| Inscrits       | Inscrits               | Inscrits           | 18 574       | 100,00       |
| Votants        | Votants                | Votants            | 11 510       | 61,97        |
| Abstention     | Abstention             | Abstention         | 7 064        | 38,03        |
| Blancs et nuls | Blancs et nuls         | Blancs et nuls     | 131          | 1,14         |
| Exprimés       | Exprimés               | Exprimés           | 11 379       | 98,86        |

### Arrondissement des Sables d'Olonne

#### 1recirconscription
| Candidats      | Candidats                         | Étiquette                | Premier tour | Premier tour |
| Candidats      | Candidats                         | Étiquette                | Voix         | %            |
| -------------- | --------------------------------- | ------------------------ | ------------ | ------------ |
|                | Édouard Morisson de La Bassetière | Légitimiste              | 6 922        | 59,78        |
|                | Henry Fruneau                     | Républicain conservateur | 4 657        | 40,22        |
|                |                                   |                          |              |              |
| Inscrits       | Inscrits                          | Inscrits                 | 16 690       | 100,00       |
| Votants        | Votants                           | Votants                  | 11 808       | 70,75        |
| Abstention     | Abstention                        | Abstention               | 4 882        | 29,25        |
| Blancs et nuls | Blancs et nuls                    | Blancs et nuls           | 229          | 1,94         |
| Exprimés       | Exprimés                          | Exprimés                 | 11 579       | 98,06        |

#### 2ecirconscription
| Candidats      | Candidats                     | Étiquette          | Premier tour | Premier tour |
| Candidats      | Candidats                     | Étiquette          | Voix         | %            |
| -------------- | ----------------------------- | ------------------ | ------------ | ------------ |
|                | Armand Léon de Baudry d'Asson | Légitimiste        | 6 240        | 64,18        |
|                | Richer                        | Républicain modéré | 3 483        | 35,82        |
|                |                               |                    |              |              |
| Inscrits       | Inscrits                      | Inscrits           | 14 107       | 100,00       |
| Votants        | Votants                       | Votants            | 9 813        | 69,56        |
| Abstention     | Abstention                    | Abstention         | 4 294        | 30,44        |
| Blancs et nuls | Blancs et nuls                | Blancs et nuls     | 90           | 0,92         |
| Exprimés       | Exprimés                      | Exprimés           | 9 723        | 99,08        |